# Ники (авиокомпания)
Вижте пояснителната страница за други значения на Ники.
„НИКИ Луфтфарт“ (на немски: NIKI Luftfahrt GmbH), позната също като „ФлайНики“, е бивша авиокомпания с редовни полети, част от групата на „Ер Берлин“ (втората по големина авиокомпания в Германия). Авиокомпанията прекратява дейността си на 13 декември 2017 г.
Основно обслужва дестинации за отдих и бизнес и има главен офис в Офис Парк I на международното летище във Виена. „Ники“ оперира чартърни полети до дестинации за отдих в Европа и Средния Изток от Виена, Залцбург, Грац и Линц. Въпреки че често е наричана нискотарифна, „Ники“ предлага пълно обслужване на борда като безплатни напитки за освежаване, вестници, багаж и т.н. Цветовете на флотата са направени със специфична рисувана муха в предната част на самолета, но постепенно биват заменени с версия на цветовете на „Ер Берлин“.

## История
През 2003 г. бившият пилот от Гран При и основател на „Лауда Ер“ придобива дейността бившия „Аеро Лойд Австрия“. Авиокомпанията започна редовни полети на 28 ноември 2003 г. с временното име „ФлайНики“. На 9 февруари 2004 г. „Ники“ оповести коопериране с „Ер Берлин“. Двете авиокомпании наричат кооперацията си „първия европейски алианс на нискотарифните авиокомпании“. Бе планирано да се присъедини руската авиокомпания S7. Впоследствие всичките 3 авиокомпании станаха членки на oneworld alliance – S7 се присъедини в края на 2010 г., „Ер Берлин“ – през 2012 г., а „Ники“ – същата година. Програмата за лоялни клиенти на „Ники“ се казва topbonus и се ръководи съвместно с „Ер Берлин“.
Авиокомпанията е собственост на Ер Берлин от 8 ноември 2011 г. Има 836 служители, около 90% от които са назначени чрез „Лейбърпул“ (Labourpool GmbH – фирма за лизинг на персонал), чрез което авиокомпанията се застрахова срещу трудности, свързани с персонала. Поради многото оплаквания от юли 2013 г. шефът на „Ер Берлин“ Волфганг Прок-Шауер реши целият персонал на „Ники“, който е назначен чрез „Лейбърпул“, да бъде назначен от „Ники“ от 1 януари 2014 г.

## Дестинации
„НИКИ“ обслужва основно европейски градове, както и дестинации за отдих на Средиземно море. Лети до Копенхаген, Париж, Рим, Москва, Ница, Родос, Тенерифе и Хераклион, а от 2014 г. – и до Ларнака. Много от полетите се летят и с кодшеринг на Ер Берлин, S7 и Американ Ерлайнз.

## Флот
Към ноември 2013 г. флотът на „НИКИ“ се състои от 23 самолета със средна възраст от 4,1 години.
| Тип самолет     | активни | поръчани | Забележки            | Места |
| --------------- | ------- | -------- | -------------------- | ----- |
| Еърбъс A319-100 | 5       |          |                      | 150   |
| Еърбъс A320-200 | 13      |          | OE-LEL със 146 места | 180   |
| Еърбъс A321-200 | 4       |          |                      | 212   |
| Общо            | 22      |          |                      |       |

Всеки от самолетите на „НИКИ“ има име, например Ембраер 190, регистриран като OE-IHB, се казва „Ламбада“, а Еърбъс А321-200, регистриран като OE-LES – „Буги-вуги“.

## Обслужване на борда
„НИКИ“ предлага сандвич и безалкохолна напитка на късите полети и допълнително платено обслужване на борда, като осигурява голям набор от стоки за продан. На своите чартърни полети и някои бизнес дестинации като Цюрих, Франкфурт и Мюнхен, на пътниците се предлагат топли менюта безплатно.